# 峪口镇 (代县)
峪口镇，原为峪口乡，是中华人民共和国山西省忻州市代县下辖的一个乡镇级行政单位。2021年5月，撤销滩上镇、峪口乡，合并设立峪口镇。以原滩上镇和原峪口乡的行政区域为峪口镇的行政区域。

## 行政区划
峪口镇下辖以下地区：
峪口村、双徐村、上阳阁村、下阳阁村、上苑庄村、下苑庄村、西田村、贾村、西旺村、胡家沟村、金盘村、沙洼村、圪塔村、选仁村、东章村、高街村、东田村、下庄村、峪里村、王家会村、岗上村和段家湾村。